# Фил Колин
Фил Колин (на английски: Phil Collen) е британски рок музикант – китарист, роден през 1957 година.
Името му става световноизвестно като единия от основните китаристи на хевиметъл групата Деф Лепард. Той се присъединява към състава през 1982 година, по време на записите на албума Pyromania, превърнал се в големия пробив на групата.

## Биография
Роден е като Филип Кенет Колин на 8 декември 1957 година в лондонския район Хакни. Баща му Кен е шофьор на камион, а майка му Кони е домакиня. Когато е 14-годишен, Фил е заведен от братовчед си на концерт на Дийп Пърпъл, което оказва огромно влияние в решението на младежа да бъде музикант. След този ден, в продължение на 2 години той непрестанно убеждава родителите си да му купят китара, докато накрая получава първия си инструмент, модел Гибсън SG, за 16-ия си рожден ден. Някъде по това време, Колин напуска училище и започва работа във фабрика и като куриер. Успоредно с това, той развива агресивния си стил на свирене, повлиян от китаристи като Ричи Блекмор, Джими Хендрикс и Мик Ронсън.
Не след дълго, Фил напуска ежедневната си работа, за да се присъедини като китарист към турнето на базираната в Лондон пост-пънк глем рок група „Girl“. Той се е запознал предварително с Джо Елиът и Стив Кларк и когато тогавашния китарист на Деф Лепард – Пийт Уилис, продължава злоупотребите си с алкохол, музикантите от групата отправят покана към Колин да го замести. Така през 1982 година, Фил Колин се присъединява към Деф Лепард точно насред студийните сесии при записите на албума Pyromania. Той изпълнява части от китарните партии, недовършени от предшественика си, сред които са солата за песните Photograph, Foolin и Rock Of Ages.

## Дискография

### С Деф Лепард
- Pyromania (1983)
- Hysteria (1987)
- Adrenalize (1992)
- Retro Active (1993)
- Slang (1996)
- Euphoria (1999)
- X (2002)
- Yeah! (2006)
- Songs from the Sparkle Lounge (2008)